# Robey Leibbrandt
Sidney Robey Leibbrandt, der von der Abwehr als Robert Leibbrand geführt wurde (* 25. Januar 1913 in Potchefstroom, Transvaal; † 1. August 1966 in Ladybrand, Provinz Freistaat, Südafrika), war ein burischer Schwergewichtsboxer, der nach den Olympischen Sommerspielen 1936 als nationalsozialistischer Agent und Politiker versuchte, für die deutsche Abwehr in seiner Heimat Südafrika einen politischen Umsturz herbeizuführen.

## Der Boxer Leibbrandt
Größter internationaler Erfolg Leibbrandts war die Bronzemedaille im Halbschwergewicht bei den British Empire Games 1934 in London. 1936 vertrat er Südafrika bei den Olympischen Spielen im Boxen in Berlin. Am 31. Juli 1937 wurde er südafrikanischer Meister im Schwergewicht mit einem Sieg über Jim Pentz.
Nach dem Zweiten Weltkrieg begann er 1948 nochmals mit dem Boxsport und gewann zwei Kämpfe.

## Operation Weißdorn
Im Anschluss an die Olympischen Spiele 1936 kehrte Leibbrandt 1938 nach Berlin zurück, um ein Studium an der Reichssportschule in Berlin aufzunehmen. Bei Kriegsausbruch 1939 blieb er in Deutschland. Er meldete sich zur Wehrmacht und wurde als erster Südafrikaner zum Fallschirmjäger ausgebildet.
Die deutsche Abwehr unter Admiral Wilhelm Canaris entwickelte unter dem Operationsnamen Weißdorn einen Plan zum Aufbau einer nationalsozialistischen Bewegung in Südafrika mit dem Ziel, die dortige Regierung unter General Jan Smuts zu stürzen, da diese an der Seite der Alliierten in den Krieg gegen das Deutsche Reich eingetreten war. Der Einsatzbefehl zu dieser Operation erging von Oberst Erwin von Lahousen, dem Chef der Abteilung Abwehr II. Zu diesem Zweck wurde Leibbrandt von einer Crew hochseeerfahrener deutscher Agenten-Segler mit der für diese Zwecke beschlagnahmten 21 Meter langen französischen Kutteryacht Kyloe von St. Malo über Trinidade nonstop in 68 Tagen nach Südafrika gesegelt und dort nordwestlich von Kapstadt mit einem Schlauchboot vor der Küste von Namaqualand an Land gesetzt. Die Kyloe wurde von ihrer Crew unter Leutnant Christian Nissen und dem „Meisternavigator“ Paul Temme nach 14.400 Seemeilen in Spanisch Sahara zurückgelassen, der Heimweg von Villa Cisneros nach Deutschland mit italienischen Flugzeugen über Rom nach Berlin fortgesetzt. Zur Besatzung gehörten bekannte deutsche Hochseesegler wie der Agenten-Segler und Ritterkreuzträger Heinrich Garbers und der Maler Age Nissen.
Leibbrandt gründete in Südafrika die Nasionaal Sosialistiese Rebelle und es gelang ihm durch Agitation und Propaganda der Aufbau einer Organisation, die im Verborgenen einen Teil ihrer Mitglieder auf Sabotage und Terrorakte vorbereitete. Eine Zusammenarbeit mit der deutschfreundlichen Ossewabrandwag unter Johannes van Rensburg unterblieb, da die Chemie zwischen den beiden Anführern nicht stimmig war.
Leibbrandt wurde von einem eingeschleusten englischen Geheimagenten des Secret Intelligence Service enttarnt. Obwohl er sich seiner Festnahme zunächst zu entziehen suchte, wurde er dann doch nach Aussetzung einer Belohnung aufgrund Verrats aus eigenen Reihen festgenommen. Der Polizeibeamte, der die Verhaftung vornahm, war sein Boxkollege Claude Sterley aus Springbok. Leibbrandt wurde im anschließenden Gerichtsverfahren wegen Hochverrats zum Tode verurteilt, durch General Smuts aufgrund von dessen Sympathie für die Familie Leibbrandt jedoch ebenfalls 1943 zu lebenslanger Freiheitsstrafe begnadigt und von der 1948 an die Macht gekommenen Regierung der National Partei unter Daniel François Malan amnestiert.

## Nachkriegszeit
Leibbrandt blieb politisch aktiv und gründete 1962 unter anderem eine Antikommunistische Schutzfront in Südafrika. Seine Lebenserinnerungen veröffentlichte er 1961 in Afrikaans unter dem Titel Geen Genade (zu deutsch: Keine Gnade). Sein Leben ist Gegenstand des Buches von Hans Strydom: For Volk und Führer (1983), das später als The Fourth Reich verfilmt wurde.
Robert Leibbrand, „der treue Gefolgsmann“, war mit Margaretha „Etha“ Cornelia Botha verheiratet, sie bekamen fünf Kinder: Hermann, Remer, Izan, Rayna, Meyder Johannes. Er starb 1966 im Kreise seiner Familie, die geforderten militärischen Ehren wurden ihm von der südafrikanischen Regierung verweigert.